# Noctua xanthostaxis
Noctua xanthostaxis är en fjärilsart som beskrevs av Barend J. Lempke 1962. Noctua xanthostaxis ingår i släktet Noctua och familjen nattflyn. Inga underarter finns listade i Catalogue of Life.